# Smith Ridge (Prinzessin-Elisabeth-Land)
Smith Ridge ist ein markanter Gebirgskamm an der Ingrid-Christensen-Küste des ostantarktischen Prinzessin-Elisabeth-Lands. In den Mistichelli Hills ragt er am Ostrand des Amery-Schelfeises auf.
Der Gebirgskamm diente 1968 als Vermessungsstation im Rahmen der Australian National Antarctic Research Expeditions. Das Antarctic Names Committee of Australia benannte ihn nach Ronald S. Smith, der 1968 als Geophysiker auf der Mawson-Station tätig und an der Vermessung des Gebirgskamms beteiligt war.